# ASTOR

## Introducció
La Realitat augmentada (Augmented Reality o AR en anglès) és el concepte de combinar el món real amb objectes virtuals. Normalment per reproduir aquest sistema s'utilitzen dues tecnologies:
- Pantalla de mescla d'imatges (Video-mixed Display).
- Pantalla òptica transparent (Optical See-through Display).

En el primer sistema, s'integren gràfics digitals amb imatges reals des d'una càmera i a continuació es presenta la imatge composta als ulls de l'usuari. La imatge resultant es veu a través d'un dispositiu col·locat al cap de l'usuari. És l'anomenat Head-Mounted-Display o HMD. El rastreig d'aquest equip fa possible actualitzar la visió per pantalla, aconseguint que l'usuari vegi de forma correcta els objectes virtuals.
Més endavant es va projectar el sistema òptic transparent de reproducció, basat en la tecnologia HOE (Holographic Optical Element), és a dir, element òptic hologràfic. Per a la pantalla transparent no és necessari portar cap tipus d'equip, ja que el rastreig d'imatge no és necessari. L'usuari veurà diferents imatges depenent de la posició de visió de la pantalla.

## Pantalla transparent
La instal·lació es compon d'una sèrie de projectors digitals, els quals, simultàniament mostren imatges individuals sobre la pantalla transparent HOE. Aquestes són projectades per diferents angles. Cadascuna d'aquestes imatges és visible dins d'un petit angle de visió, i això permet que cada ull tingui una perspectiva diferent de la imatge projectada.
El HOE, és adequat per a les aplicacions de Realitat augmentada, ja que proporciona unes qualitats perfectes de transparència, a més de tenir molta brillantor i per no obstruir la visió del món real que es veu a través d'ella.
El HOE forma una imatge hologràfica i aquest s'il·lumina. És llavors quan la llum reflectida crea una imatge real davant del HOE vista per l'usuari.
Si una imatge és projectada al HOE, llavors aquesta pot ser observada només si l'ull de l'usuari es posiciona de manera que miri la imatge vertadera de la pantalla que es reflecteix. És a dir, com abans s'ha comentat, la imatge només es veu des d'un angle de visió en concret.
Si el projector és dirigit a un angle en concret, l'holograma visualitzat per a aquesta imatge es desplaçarà cap a una direcció oposada a la ubicació del projector.
Així, al col·locar els projectors en diferents posicions es poden aconseguir imatges separades en l'espai. Amb totes les projeccions juntes, es crearà una visió en la que l'usuari veurà una imatge en tres dimensions. Cal destacar que el nombre d'imatges projectades depenen del nombre de projectors instal·lats. La percepció de la imatge canviarà si l'usuari s'apropa o s'allunya del HOE. Si el posicionament és estacionari, es tindrà una utilització satisfactòria.